# الشويكرات (كورت)
الشويكرات هو دُوَّار يقع بجماعة بني وال، إقليم سيدي قاسم، جهة الرباط سلا القنيطرة في المملكة المغربية. ينتمي الدوّار لمشيخة كورت التي تضم 16 دوار. يقدر عدد سكانه بـ 236 نسمة حسب الإحصاء الرسمي للسكان والسكنى لسنة 2004.

## روابط خارجية
- البوابة الوطنية للجماعات الترابية
- المندوبية السامية للتخطيط